# Gyðuhnúkur
Gyðuhnúkur är ett berg i republiken Island. Det ligger i regionen Norðurland eystra, 300 km nordost om huvudstaden Reykjavík. Toppen på Gyðuhnúkur är 708 meter över havet, eller 154 meter över den omgivande terrängen. Bredden vid basen är 1,3 km.
Trakten runt Gyðuhnúkur är nära nog obefolkad, med mindre än två invånare per kvadratkilometer. Närmaste större samhälle är Húsavík, nära Gyðuhnúkur. Trakten runt Gyðuhnúkur består i huvudsak av gräsmarker.